# Saucisse d'herbe
La saucisse d'herbe est une recette de saucisse particulièrement appréciée dans les départements de la Lozère et de l'Ardèche.

## Fabrication
Généralement faite avec du chou dans le Nord de la Lozère, elle contient parfois des pommes de terre. Elle est communément appelée, dans ce cas-là, la mauche (ou bien maouche). Dans le Sud de la Lozère et en Ardèche, elle est plus communément faite avec de la blette charcutière, et est plus communément appelée saucisse de blettes, ou saucisse d'herbe, bien que le terme « mauche » soit aussi employé pour désigner celle-ci.

## Dégustation
Cette saucisse se consomme soit cuite à l'eau, soit grillée au four ou à la poêle.